# Евфимия Шведская
Евфимия Эриксдоттер Шведская (1317 — 16 июня 1370) — шведская принцесса, супруга герцога Мекленбургского Альбрехта II, наследница Швеции и Норвегии, мать короля Швеции Альбрехта.

## Жизнь
Дочь герцога Сёдерманландского Эрика Магнуссона и норвежской принцессы Ингеборги. Внучка двух скандинавских королей: Магнуса Ладулоса со стороны отца и Хакона V Святого со стороны матери. Её старший брат Магнус был избран королем Норвегии и Швеции в 1319 году. Из-за его юного возраста был создан регентский совет, в котором Ингеборга играла важную роль.
24 июля 1321 года был заключен брачный договор между Евфимией и будущим герцогом Мекленбургским Альбрехтом II. Ингеборга надеялась получить его поддержку в завоевании датской Сконе, но когда в 1322 году началась военная кампания, Мекленбург отказался от своих обязательств. Последовавший за этим разгром стоил королеве-матери её места в регентском совете, который не одобрял организованный Ингеборгой брак.
Брак Евфимии и Альбрехта состоялся в 1336 году. Переехав на другой берег Балтийского моря, она сохранила некоторое политическое влияние в королевствах своего брата. Последнее упоминание Евфимии в источниках датируется 27 октября 1363 года. В связи в записью о её муже от 16 июня 1370 года Евфимия упоминается как покойная, что означает, что она умерла между этими двумя датами. Неясно, сыграла ли она роль в избрании своего сына Альбрехта шведским королём в 1364 году.

## Дети
- Генрих III (1337—1383) — герцог Мекленбурга (1379—1383)
- Альбрехт III (1338—1412) — герцог Мекленбурга (1388—1412) и король Швеции
- Магнус I (после 1338—1384) — герцог Мекленбурга (1379—1384)
- Ингеборга (ок. 1340—1395), замужем в первом браке за Людвигом VI Баварским, во втором — за Генрихом II Гольштейнским
- Анна (ум. 1415), замужем за Адольфом IX Шаумбургским